# Dave Lombardo
David Lombardo (La Habana, Cuba, 16 de febrero de 1965), conocido artísticamente como Dave Lombardo, es un músico cubano-estadounidense, conocido principalmente por su trabajo como baterista de la banda de thrash metal Slayer, con la cual participó en siete de sus álbumes. Actualmente es baterista de Mr Bungle y Misfits, trabajando en su proyecto solitario y otros proyectos de ensamble.
También ha grabado con bandas como Testament, Grip Inc., Fantômas, entre otras. Además, ha sido baterista en vivo de Suicidal Tendencies y The Misfits. Es considerado uno de los mejores bateristas de metal de todos los tiempos. La carrera de Lombardo abarca más de 30 años, en los que ha participado en la producción de veintinueve lanzamientos de diversos géneros.
El interés de Lombardo por la música comenzó cuando empezó a seguir el ritmo de un álbum de Santana con unos bongós, para después pasar a interesarse por bandas como Led Zeppelin y Kiss. Lombardo es conocido por ser un baterista de thrash metal agresivo y se ha definido su forma de tocar como "increíblemente innovadora", cosa que ha hecho que la revista Drummerworld le llame "el padrino del doble bombo". 
A lo largo de su carrera, ha tenido una gran influencia en la escena del metal, habiendo inspirado a muchos nuevos baterías del género.
Actualmente es el baterista de Suicidal Tendencies y Dead Cross. El 1 de marzo de 2022 Testament anuncia su incorporación oficial a la banda como batería.

## Biografía

### Primeros años
Dave Lombardo nació en La Habana, Cuba, el 16 de febrero de 1965. A la edad de dos años su familia se mudó a South Gate, California. A los ocho años, llevó a clase unos bongós junto a un disco de Santana para una demostración en el colegio. Esto inspiró su interés musical en la batería, por lo que se unió a la banda de la escuela tocando el tambor, aunque solo duró un año y decidió que el tambor "no era para él". El padre de Lombardo al ver su persistente interés en la música, le compró a la edad de diez años una batería Maxwin de cinco piezas por 350 dólares. Al estar en posesión de su primera batería se compró su primer álbum con el que practicar, Alive! de Kiss, aprendiéndose la canción 100,000 Years escuchando el disco repetidamente. Una vez se había aprendido el solo de batería de la canción, la habilidad de Lombardo no tardó en llegar a oídos de todo el mundo.
Con su nueva afición Lombardo le pidió a sus padres clases de batería. Estos aceptaron, aunque las lecciones duraron sólo una semana, ya que Lombardo se aburría con las clases. Después de abandonarlas, los amigos de Lombardo le introdujeron en la música disco, por lo que comenzó a salir de fiesta y a hacer de DJ bajo el pseudónimo de "A Touch of Class". Debido a lo tarde que llegaba a casa algunas noches, sus padres amenazaron con mandarlo a una academia militar. Lombardo dijo en una entrevista que la música disco le enseñó "los efectos del ritmo en el cuerpo".
En 1978, Lombardo volvió a tocar música rock y conoció a varios músicos de la zona de South Gate. Iban a casa de Lombardo para tocar canciones de Jimi Hendrix, como "Purple Haze", "Foxy Lady" y "Fire". Lombardo se trasladó a la escuela católica Pius X High School, donde entró en contacto con más músicos que en su anterior colegio. Se apuntó a un concurso de talentos y tocó "Johnny B. Goode" de Chuck Berry junto a un guitarrista llamado Peter Fashing. "Nunca olvidaré el griterío del público durante el solo de batería. Tiramos la casa abajo", dijo Lombardo, al que al día siguiente se le conocía como "David el batería".
Con su recién encontrada popularidad, Lombardo formó una banda en 1979 llamada Escape, con dos guitarristas. La banda tocaba canciones de AC/DC, Led Zeppelin y Black Sabbath en el garaje de Lombardo. Después de dejar el Pius X High School debido a sus malas notas, Lombardo se cambió a South Gate High School donde encontró un vocalista para unirse a la banda. Tocaban en fiestas con el nombre de Sabotage, aunque sin demasiado éxito. Los padres de Lombardo notaron que su único interés era la música, y le convencieron para que abandonara la banda y se buscase un trabajo. Al abandonar Sabotage, Lombardo recibió amenazas por parte de la novia de uno de los guitarristas. Lombardo dijo: "la supuesta 'mánager' llegó a escribir un poema sobre mi abandono de la banda en el periódico del colegio diciendo, 'veremos quién llega más lejos, hagamos una apuesta'. Debí de haber apostado".

### Slayer
Lombardo siguió los consejos de sus padres y comenzó a trabajar de repartidor de pizzas en 1981. Con el dinero que ganó y un préstamo de su padre, se compró una batería TAMA Swingstar y platillos Paiste Rude valorado en $1100. Durante un reparto, Lombardo oyó sobre un guitarrista de la zona llamado Kerry King. Lombardo se presentó y le preguntó a King si quería hacer una jam, a lo que King aceptó y se ofreció a enseñarle su colección de guitarras esa misma noche. En esa época King estaba formando la banda Slayer, así que le pidió a Lombardo unirse a la banda.
Con la alineación de Slayer completada, la banda giró extensamente a principios de los años 1980 para promocionar su álbum debut Show No Mercy, mientras Lombardo trabajaba en un Kmart. Durante este período de conciertos, Lombardo formó un fuerte vínculo con el batería Gene Hoglan, roadie de la banda. Lombardo pidió a Hoglan que fuese su tutor de batería; sin embargo, Hoglan al poco tiempo fue despedido como roadie. Lombardo ha dicho que Hoglan fue una gran influencia en su forma de tocar. Durante la gira de Slayer de 1986 "Reign in Pain" para promocionar Reign in Blood, Lombardo abandonó la banda diciendo "No ganaba dinero. Pensé que si íbamos a dedicarnos de forma profesional, con una discográfica, quería ganar para pagar mis cosas y el alquiler". La banda contrató como reemplazo a Tony Scaglione de Whiplash. Sin embargo, la mujer de Lombardo, Teresa, con quien se había casado el 19 de julio de 1986, le convenció para volver a la banda en 1987.
Lombardo grabó las piezas de batería de los álbumes South of Heaven (1988) y Seasons in the Abyss (1990), aunque en 1992, abandonó Slayer debido a conflictos con el resto de la banda y sus problemas para salir de gira, debido al nacimiento de su primer hijo. Lombardo anunció con antelación a la banda que en septiembre no saldría de gira, pero recibió una llamada de Kerry King; "Dave, nos han salido grandes conciertos en septiembre...", por lo que rehusó la oferta, aunque los miembros de la banda dijeron que sería en detrimento de su carrera si no tocaban. En una entrevista de 1998 Lombardo dijo: "Todavía oigo mierda. Incluso hoy en día oigo ecos de las cosas que decía Kerry y Kerry fue el único con el que en algún momento tuve problemas...".
En febrero de 2013 Lombardo fue expulsado nuevamente de Slayer por inconvenientes económicos generados en el último año, situación que se desató debido a los bajos ingresos recibidos por su trabajo en la agrupación, siendo sustituido por Jon Dette, quien ya había colaborado con Slayer en 1996 cuando Paul Bostaph decidió abandonar para enfocarse en sus proyectos personales.

### Grip Inc.
Después del nacimiento de su primer hijo en 1993, Lombardo formó la banda Grip Inc. con el guitarrista de Voodoocult Waldemar Sorychta. Reclutaron al bajista Jason Viebrooks y al vocalista Gus Chambers para completar la formación, lanzando su álbum debut en 1995. El álbum, llamado Power of Inner Strength, se distribuyó a través de Metal Blade Records. Antes del lanzamiento del álbum Lombardo describió su marcha de Slayer como un bajón en su carrera musical, quedándose sin saber qué tipo de música tocar. El crítico de allmusic Vincent Jeffries alabó el trabajo de Lombardo en el álbum, diciendo que los seguidores de Slayer "disfrutarán con el trabajo de doble bombo del batería y su agresividad a lo largo del disco". Sorychta aseguró que los críticos y seguidores siempre encontraban fallos en su música, debido a la popularidad de Lombardo con Slayer —"esperan que la banda suene como Slayer y se quejan"—. Sin embargo, cuando Lombardo hace uso del doble bombo, Sorychta dijo que la gente se quejaba porque "ahora Grip Inc. suenan igual que Slayer".
La banda lanzó Nemesis en 1997; Jeffries alabó el "aplastante trabajo de batería" de Lombardo que se convierte en el centro del álbum. El bajista Viebrooks abandonó la banda y fue reemplazado por Stuart Caruthers en 1999. Con nuevo bajista, la banda lanzó Solidify ese mismo año, descrito por Jeffries como un paso hacia "ritmos, estructuras e instrumentaciones progresivas y exóticas, sin perder la comprometida intensidad". Jeffries, nuevamente alabó el trabajo de Lombardo en el álbum, alabando su estilo diciendo "el trabajo de timbales en canciones como 'Bug Juice' y 'Lockdown' es expresivo y técnicamente excelente". Lombardo siempre ha dicho que se siente muy orgulloso de lo que hizo con Grip Inc. y cree que le hizo más creativo como músico.

### Fantômas

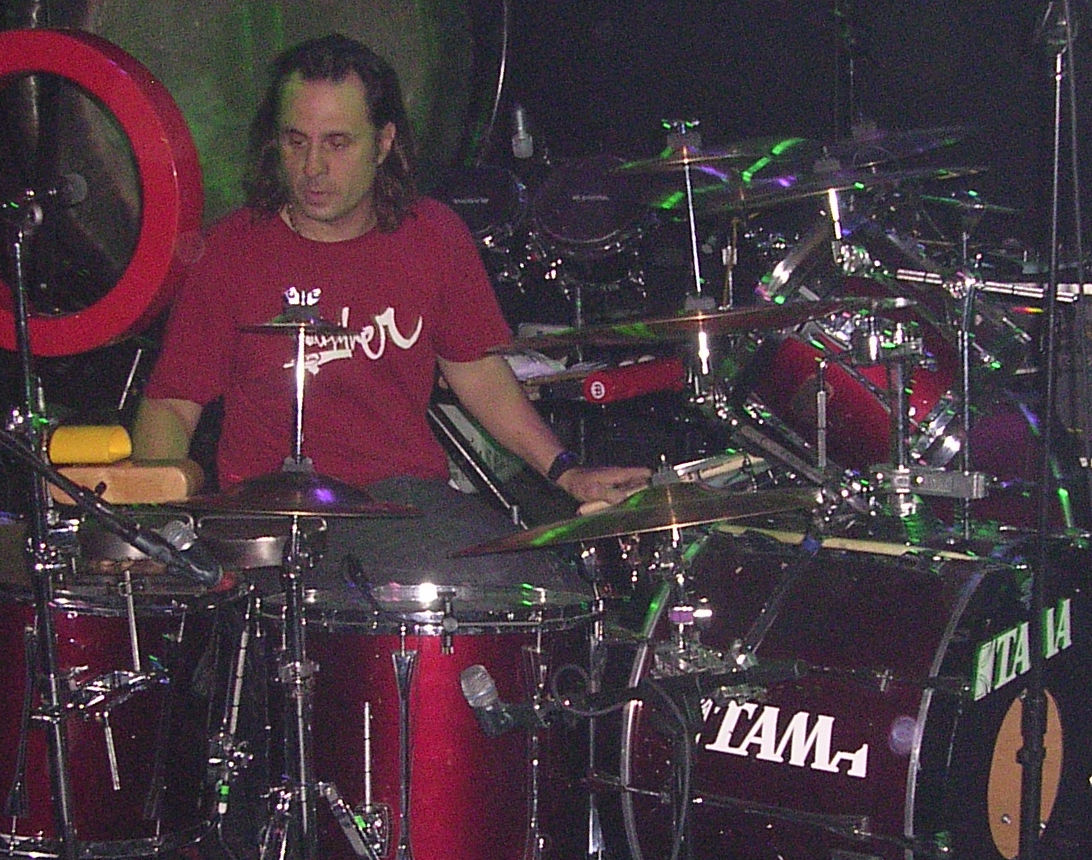
Dave Lombardo en una actuación de 2006 con Fantômas.

En 1998, Lombardo se unió a un proyecto paralelo llamado Fantômas junto al vocalista de Faith No More Mike Patton. La banda se formó cuando Patton habló con Lombardo sobre su proyecto de fusión con Grip Inc. en un concierto de Faith No More al que había asistido Lombardo. Varios meses después de la separación de Faith No More, Patton ofreció el puesto de batería a Igor Cavalera, que después de declinar la oferta recomendó a Lombardo, por lo que Patton le llamó para ofrecerle unirse a su nueva banda de avant-garde metal. Lombardo aceptó diciendo "Fuck yeah!".
Lombardo comentó que es la música más difícil que ha tocado, diciendo "Slayer ni se acerca. Slayer era duro físicamente, pero esto además de físico también requiere 'feeling'". El batería describió el sonido de Fantômas diciendo "si Picasso fuera músico, ésta sería su música". Lombardo grabó cinco álbumes con la banda.

### Otros proyectos
En 1999 Lombardo colaboró con el músico clásico italiano Lorenzo Arruga en la grabación de Vivaldi - The Meeting. El álbum de siete pistas tiene improvisaciones de batería de las dos piezas de la composición de Vivaldi Las cuatro estaciones. Ese año también participó en la cinta Cremaster 2 del Ciclo Cremaster del artista y cineasta Matthew Barney, que cuenta los asesinatos, la condena y la muerte de Gary Gilmore en 1977.
En 2000, Lombardo editó un libro titulado Dave Lombardo:Power Grooves. El libro y vídeo que lo acompaña contienen calentamientos y ejercicios de batería. En 1999, Lombardo tocó en el álbum de Testament, The Gathering, rematando el supergrupo junto a Steve DiGiorgio y James Murphy.
En 2005 Lombardo grabó Drums of Death con DJ Spooky. Spooky mezcló varios discos, mientras Lombardo improvisaba batería interpretando sus propios ritmos. Spooky grabó la sesión y llevó el resultado a un estudio de Nueva York, donde hizo la mezcla añadiendo scratching y otras técnicas de DJ. Scott Peace-Miller, de Glide Magazine, apuntó: "la influencia de Lombardo es frontal y central en la acelerada y contagiosa Quantum Cyborg Drum Machine, y en el thrash casi puro de 'Kultur Krieg'".
Lombardo grabó cinco temas con la banda de cello metal finlandesa Apocalyptica en su álbum de 2003 Reflections. Los miembros de Apocalyptica conocieron a Lombardo en un seminario sobre batería en Holanda llamado "Headbangers fest" y le pidieron que colaborase con ellos allí mismo. Los miembros de Apocalyptica disfrutaron y le pidieron que tocara en una de sus canciones del próximo álbum. Después de aceptar, la banda le envió las cintas a su estudio en California dónde grabó las partes de batería. La penúltima colaboración de Lombardo con Apocalyptica fue en la pista "Last Hope" del álbum Worlds Collide de 2007. Tres años después, colabora de nuevo con Apocalyptica en su disco 7th symphony, en la canción "2010".

### Regreso a Slayer

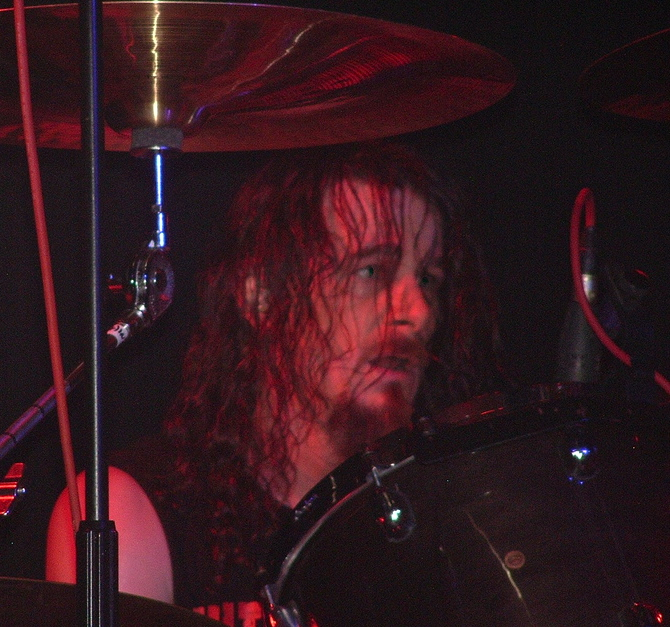
Paul Bostaph (actual baterista de Slayer) tocando con Exodus en 2006.

Diez años después de su marcha de Slayer, Lombardo recibió una llamada telefónica de la banda, pidiéndole que tocara en algunos de sus conciertos. El guitarrista de Slayer, Hanneman, quería que volviese, mientras que Lombardo creía que King tenía sus reservas debido a unas críticas negativas sobre su paso por Testament. Inicialmente, King no consideró a Lombardo como candidato para el puesto, creyendo que no sería capaz de tocar al nivel deseado. Sin embargo, King se sintió "abrumado" por los ensayos con Lombardo, diciendo "tiene los pies y las manos, no pierde un paso". Slayer necesitaba un batería para sustituir a Paul Bostaph, quien abandonó la banda debido a una lesión crónica en el codo.
Lombardo aceptó el puesto en la banda y participó con Slayer en las giras del Ozzfest, H82k2, Summer Tour, y el Download Festival de 2004. Mientras preparaban el Download Festival en el Reino Unido, el baterista de Metallica, Lars Ulrich, tuvo que ser hospitalizado. El vocalista de Metallica James Hetfield buscó voluntarios para sustituir a Ulrich; el baterista de Slipknot Joey Jordison y Lombardo se presentaron como voluntarios, tocando este último las canciones "Battery" y "The Four Horsemen".

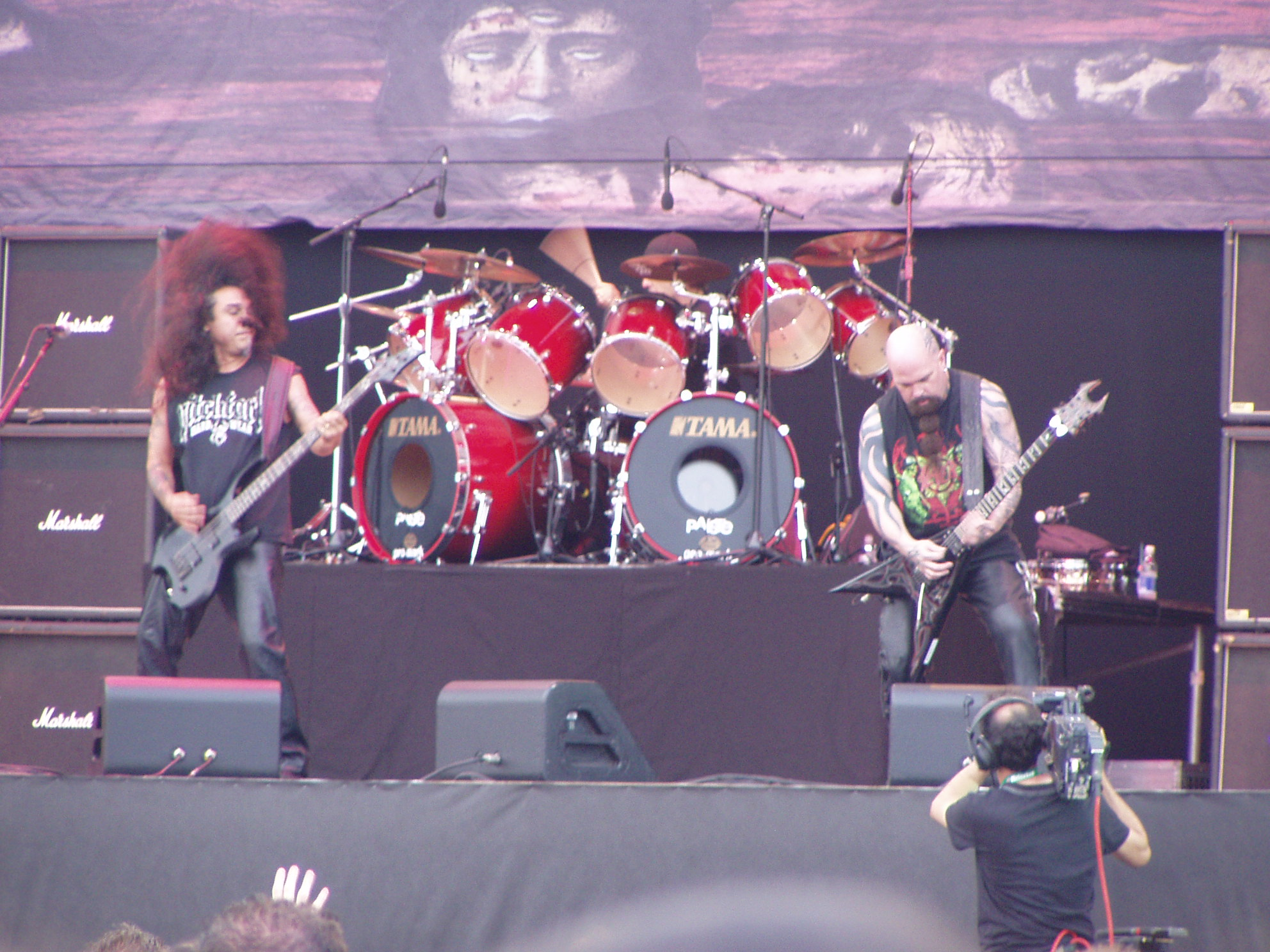
Slayer en 'Heineken Jammin' Festival de 2007.

Lombardo grabó su último álbum con Grip Inc. en 2004, Incorporated, posteriormente afirmando que la banda estaba en suspenso debido a todo el tiempo que necesitaba para girar con Slayer. Lombardo grabó las partes de batería en el álbum de Slayer de 2006 Christ Illusion, promocionando el álbum en la gira The Unholy Alliance. King afirmó que Lombardo es una gran atracción para los seguidores de la banda y una de las razones del auge de popularidad de la misma, diciendo que prefería a Lombardo al timón de la batería, al igual que los demás miembros. El bajista de Slayer Tom Araya dijo, "Es como cuando empezamos. Es increíble tocando. Comenzamos justo donde lo dejamos, ¿sabes? Es como si nunca se hubiese ido. Está trabajando con Kerry en las melodías. De hecho, ha ayudado mucho".
Christ Illusion recibió buenas reseñas y los críticos alabaron el regreso de Lombardo. Chris Steffen, crítico de la revista Rolling Stone dijo "Christ Illusion es God Hates Us All sin los memorables riffs, al menos su increíble batería Dave Lombardo nos muestra algunos hachazos, especialmente en la furiosa 'Supremist'". Don Kaye de Blabbermouth escribió una reseña positiva del álbum y elogió el trabajo de Lombardo. Kaye dijo, "Una cosa es seguro: La influencia de Lombardo en esta banda es absolutamente innegable. Sin desmerecer a Paul Bostaph, un gran batería (y Jon Dette, quien también trabajó con la banda a mediados de los años 1990), Lombardo es simplemente esencial en el sonido de Slayer. Es uno de los mejores baterías de metal que hay, quizá el mejor en el campo del thrash/speed metal, y su potencia, estilo y hachazos —sin mencionar su química intangible con el resto de la banda y aquellos maravillosos pies voladores— acercan las actuaciones, la intensidad y la música de Slayer a un nivel más alto".

## Dead Cross, Mr Bungle y álbum solista
Junto con Dead Cross ha realizado dos discos y un EP, se une a la nueva encarnación de Mr Bungle en 2019 grabando el demo de la banda de 1986 The Raging Wrath of the Easter Bunny Demo, en 2023 edita su primer álbum solista Rites of Percussion, continua de gira con mr Bungle y realiza presentaciones de ensamble junto a Jhon Zorn, incursionando en estilos de improvisación y Avant-Garde.

## Estilo
Lombardo es conocido por su estilo rápido y agresivo de tocar, utilizando la técnica del doble bombo que le ha hecho recibir por parte de la revista Drummerworld el apodo de "el padrino del doble bombo". Lombardo habló sobre la utilización de dos bombos: "cuando golpeas el bombo, la cabeza [del mismo] sigue resonando. Cuando lo golpeas en el mismo sitio justo después recibes una especie de 'golpe invertido' del bombo pegando con el otro pedal. No les dejas respirar". Cuando toca doble bombo Lombardo usa la técnica de 'talones-levantados' y posiciona los pedales en ángulo. Además de considerarle como una influencia, el baterista de Arch Enemy, Daniel Erlandsson dice que Lombardo tiene "realmente buen gusto al tocar, y no sobreactúa. Sí, tiene buen gusto. Está dotado con un groove que no tienen muchos baterías de speed metal, o metal en general".
En respuesta a una pregunta en una entrevista, "¿Cuánto talento tiene Dave Lombardo?", Kerry King respondió:

"¿Has visto alguna vez la película The Natural? Eso es Dave. No necesita intentar ser bueno. Llega al recinto diez o quince minutos antes de salir al escenario y ni siquiera calienta. Sale y lo hace, después de que Jeff y yo hemos estado calentando una hora".

## Influencia en otros músicos
El trabajo de Lombardo ha influido a muchos baterías de rock y metal. Rocky Gray, antiguo miembro de la banda de metal alternativo Evanescence estuvo influenciado por la elección de equipamiento de Lombardo; "Todos esos tipos de la vieja escuela usan TAMA. De donde yo vengo, si te va bien, consigues una batería TAMA. Tienes que ser bueno si tienes un TAMA". Per Möller Jensen de The Haunted cita a Lombardo como su mayor influencia, habiéndose criado escuchando Slayer; la banda fue una gran influencia en su estilo y el de The Haunted. El batería de Suffocation, Mike Smith también cita a Lombardo entre sus influencias.
Richard Christy, antiguo miembro de Death "alucinó" con la actuación de Dave y la utilización del doble bombo en Reign in Blood, al igual que el batería de Cannibal Corpse, Paul Mazurkiewicz. Ray Herrera, de la banda Fear Factory cita a Lombardo como una de sus mayores influencias, al igual que Pete Sandoval de Morbid Angel, el exbatería de Cradle of Filth Adrian Erlandsson, Joey Jordison de Slipknot, The Rev de Avenged Sevenfold, y el batería de Krisiun Max Kolesne. Patrick Grün de Caliban y Demonic GG Aaron se inspiraron en Lombardo para tocar la batería, mientras que Jason Bittner de Shadows Fall se inspiró específicamente en el doble bombo de Lombardo, técnica que ha adaptado en su propia carrera musical.

## Discografía
| Solo 2023: Rites of Percussion Slayer - 1983: Show No Mercy - 1985: Hell Awaits - 1986: Reign in Blood - 1988: South of Heaven - 1990: Seasons in the Abyss - 2006: Christ Illusion - 2009: World Painted Blood Fantômas - 1999: Fantômas - 2001: The Director's Cut - 2002: Millennium Monsterwork 2000 - 2004: Delìrium Còrdia - 2005: Suspended Animation - 2005: Fantômas / Melt-Banana Philm - 2012: Harmonic - 2014: Fire From The Evening Sun Testament - 1999: The Gathering Grip Inc. - 1995: Power of Inner Strength - 1997: Nemesis - 1999: Solidify - 2004: Incorporated | Otros trabajos - 1994: Jesus Killing Machine — Voodoocult - 1999: 'Cremaster 2 - 1999: 'Vivaldi The Meeting – Lorenzo Arruga, Dave lombardo & Friends - 1999: Taboo & Exile — John Zorn - 2000: Xu Feng — John Zorn - 2003: Reflections — Apocalyptica - 2004: Dawn of the Dead - 2005: Apocalyptica — Apocalyptica ("Betrayal/Forgiveness") - 2005: Drums of Death — con: DJ Spooky - 2007: Worlds Collide — Apocalyptica ("Last Hope") - 2010: 7th Symphony — Apocalyptica ("2010") - 2013: The Mediator Between Head and Hands Must Be the Heart – Sepultura ("Obsessed") - 2014: 'The Monkey King - 2015: 'Insidious: Chapter 3 - 2016: 'I.T. - 2016: 'The Belko Experiment Suicidal Tendencies - 2016: World Gone Mad - 2018: Get Your Fight On! (EP) - 2018: Still Cyco Punk After All These Years Dead Cross - 2017: Dead Cross - 2018: 'Dead Cross (EP)' - 2022: 'II' Mr. Bungle - 2020: The Raging Wrath Of The Easter Bunny Demo - 2021: 'The Night They Came Home' |